# IDMS
IDMS(Integrated Database Management System, 통합 데이터베이스 관리 시스템)는 메인프레임을 위한 네트워크 (CODASYL) 데이터베이스 관리 시스템이다. B.F. 굿리치가 처음 개발하였으며, 나중에 컬리난 데이터베이스 시스템스(Cullinane Database Systems, 1983년에는 컬리넷으로 사명 변경)가 시장에 출시하였다. 1989년 이후로 이 제품은 CA 테크놀로지스가 소유하고 있으며, 어드밴티지 CA-IDMS로 제품명이 바뀌었다가, 나중에는 간단히 CA IDMS로 변경되었다.

## 역사
IDMS의 뿌리는 1964년 처음 출시된, 제너럴 일렉트릭의 찰스 바크만 주도 팀이 개발한 통합 데이터 스토어(IDS)라는 선구적인 데이터베이스 관리 시스템으로 거슬러 올라간다.

## 통합 데이터 사전
통합 데이터 사전(IDD, Integrated Data Dictionary)은 IDMS의 복잡한 기능들 가운데 하나이다. IDD는 주로 데이터베이스 정의들을 관리할 목적으로 개발되었다. IDD는 IDMS 데이터베이스 그 자체이다.
데이터베이스 관리자들과 그 밖의 사용자들은 DDDL(데이터 사전 정의 언어, Data Dictionary Definition Language)를 이용하여 IDD에 접속하였다.
또, IDD는 ADS/온라인, IDMS-DC와 같은 IDMS 계열의 다른 제품들에 정의와 코드를 저장하는 목적으로도 사용되었다.
IDD는 확장이 가능하므로 무엇이든 간에 이에 대한 정의들을 만드는 목적으로 사용될 수 있다는 강점이 있다. 일부 기업들은 이를 이용하여 사내 문서를 개발한다.

## 출시 역사 (CA)
| 출시 버전 | 출시일     | 주요 기능                                                                                    |
| --------- | ---------- | -------------------------------------------------------------------------------------------- |
| R12       | 1992       | 24시간 처리, 논리·물리 분리, 카탈로그 관리, 교착 상태 관리, 중앙에서 관리되는 보안 기능, SQL |
| R14       | 1999-01-09 | 병렬 시스플렉스 활용, 멀티태스킹                                                             |
| R15       | 2001-04-25 | 성능 개선, 데이터 공유                                                                       |
| R16       | 2004-04-13 | 2단계 커밋, TCP/IP, 병렬 접근 볼륨 활용, XML 출판                                            |
| R17       | 2008-10-30 | 성능 개선, zIIP 지원, 자동 복구 기능 개선                                                    |
| R18       | 2011-06-02 | zIIP 지원 강화, 자동 시스템 튜닝, 성능 개선, 단순화된 설치 및 유지보수                       |

## 같이 보기
- CA 데이터콤/DB
- IBM 정보 관리 시스템